# National Amateur Bodybuilders Association
National Amateur Bodybuilders Association (NABBA) ist eine Organisation, die 1950 im Vereinigten Königreich gegründet wurde, um Bodybuilding zu vermarkten.
Der erste Wettbewerb wurde am 24. Juni 1950 ausgerichtet. Der Wettbewerb wurde bis in die Gegenwart weitergeführt und hat gegenwärtig den Namen Universe Championships.
Als Bodybuilder außerhalb des Vereinigten Königreiches am Wettbewerb teilnehmen wollten, schlossen sich weitere Länderorganisationen an und NABBA International wurde gegründet. Später wurden in verschiedenen Ländern eigene NABBA Organisationen gegründet, unter anderem NABBA Australien, NABBA USA, NABBA Deutschland, NABBA Italien, NABBA Österreich, NABBA Ukraine. Der Name NABBA bezieht sich weiter auf die britische Gründungsorganisation.